# Alfred Seyler
Alfred Seyler (* 28. Juni 1880 in Aachen; † 1. März 1950 in München) war ein deutscher Kunsthistoriker.
Alfred Seyler, Sohn des Kaufmanns und Fabrikbesitzers Conrad Seyler (1826–1898), besuchte das Kaiser-Wilhelm-Gymnasium in Aachen. Zunächst studierte er an der Technischen Hochschule Aachen, ab Ostern 1899 Kunstgeschichte an den Universitäten München und Berlin. In München wurde 1905 bei Berthold Riehl promoviert.
Von September bis Dezember 1905 arbeitete er als Volontär bzw. Praktikant am Germanischen Nationalmuseum in Nürnberg, erhielt dann aber zum 1. Januar 1906 eine Stelle an der Graphischen Sammlung in München. Im Juni 1910 wurde er dort Assistent, im November 1912 Kustos. Nach dem Ausscheiden von Otto Weigmann wurde er 1937 zunächst kommissarischer Direktor und vom 1. November 1940 bis zu seinem Ruhestand am 1. April 1948 Direktor der Sammlung. Er leitete die Verlagerung der Sammlung während des Krieges und während der Zerstörung der Sammlungsräume in der Neuen Pinakothek im Jahr 1944. Nach 1945 arbeitete er unermüdlich für den Wiederaufbau der Sammlung.

## Veröffentlichungen (Auswahl)
- Die mittelalterliche Plastik Regensburgs. Dissertation München 1905 (mit Lebenslauf; Digitalisat).